# Crondall
Crondall est un village et une paroisse civile du Hampshire, en Angleterre. Il est situé dans le nord-est du comté, à une quinzaine de kilomètres au sud-ouest du centre-ville de Farnborough. Administrativement, il relève du district de Hart. Au recensement de 2011, il comptait 1 770 habitants.

## Étymologie
Le nom Crondall provient du substantif vieil anglais crundel qui désigne une carrière de pierre ou une crayère. Il est attesté vers 880 sous la forme Crundellan, puis Crundele dans le Domesday Book, à la fin du XIe siècle.

## Histoire
Dans son testament, établi dans les années 880, le roi du Wessex Alfred le Grand lègue le domaine de Crondall à son neveu Æthelhelm.
En 1828, un trésor d'une centaine de pièces d'or enfoui vers 650 est découvert à Crondall. Il comprend soixante-neuf thrymsas frappés en Angleterre et vingt-quatre pièces d'origine continentale, principalement des trémissis mérovingiens ou frisons. Elles sont conservées à l'Ashmolean Museum d'Oxford.